# ACM SIGCOMM - Computer Communication Review
ACM SIGCOMM - Computer Communication Review is een internationaal, aan collegiale toetsing onderworpen wetenschappelijk tijdschrift op het gebied van de informatica. De naam wordt in literatuurverwijzingen meestal afgekort tot Comput. Comm. Rev. Het wordt uitgegeven door de ACM Special Interest Group on Data Communication en verschijnt 4 keer per jaar.